# بروكلين (فيرمونت)
بروكلين (بالإنجليزية: Brookline, Vermont)‏ هي بلدة تقع بولاية فيرمونت في الولايات المتحدة. تأسست عام 1777، تبلغ مساحتها 33.4 (كم²)، وترتفع عن سطح البحر 160 م، بلغ عدد سكانها 467 نسمة في عام 2000 حسب إحصاء مكتب تعداد الولايات المتحدة وتصل الكثافة السكانية فيها 14 نسمة/كم2.

## وصلات خارجية
- brooklinevt.com
- The US50 - Cities and Towns in Vermont State
- Vermont Cities and Towns, Facts, Map, Flag, Colleges, Government, and More